# Circoscrizioni elettorali del Parlamento europeo

Circoscrizioni elettorali del Parlamento europeo.

Per le elezioni europee, in quattro Stati membri dell'Unione europea (Belgio, Irlanda, Italia e Polonia), il territorio nazionale è diviso in circoscrizioni elettorali. Negli altri Stati membri, la nazione nella sua interezza costituisce un singolo collegio elettorale; in Germania, ad esempio, i partiti politici hanno il diritto di presentare le loro liste di candidati sia a livello di länder, che a livello nazionale.
In tutti gli Stati membri si svolgono elezioni per il Parlamento europeo utilizzando diverse forme di rappresentanza proporzionale. La rappresentanza della popolazione dei singoli collegi elettorali varia anche di molto nei diversi paesi; i cittadini di Malta hanno la percentuale di rappresentanza più alta, con un seggio ogni 70.000 abitanti, mentre la popolazione della Circoscrizione Podlachia e Varmia-Masuria (Polonia) è la meno rappresentata, con un solo seggio ogni 1.326.000 persone.
Il numero di seggi per singola circoscrizione varia da 1 nella comunità belga di lingua tedesca, fino a 20 nella circoscrizione nord-ovest in Italia. Se si contano le nazioni senza suddivisioni in collegi, la Germania rappresenta il collegio elettorale con più seggi, 96.

## Belgio

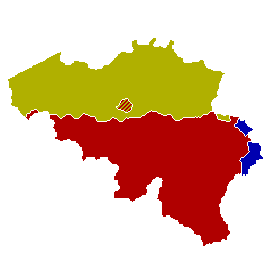
Belgio - circoscrizioni

| Circoscrizione             | Comunità             | Seggi | Popolazione | Abitanti per seggio |
| -------------------------- | -------------------- | ----- | ----------- | ------------------- |
| Circoscrizione fiamminga   | Comunità fiamminga   | 14    | 6.000.000   | 428.000             |
| Circoscrizione francofona  | Comunità francofona  | 9     | 4.000.000   | 444.000             |
| Circoscrizione germanofona | Comunità germanofona | 1     | 71.000      | 71.000              |
| Totale                     |                      | 24    | 10.100.000  | 420.000             |

## Irlanda

Irlanda – circoscrizioni

| Circoscrizione   | Area                                                              | Seggi | Popolazione | Per seggio |
| ---------------- | ----------------------------------------------------------------- | ----- | ----------- | ---------- |
| Dublino (Dublin) | Dublino                                                           | 3     | 1.200.000   | 400.000    |
| Orientale        | Leinster (senza Dublino, Longford e Weastmeath)                   | 3     | 1.100.000   | 333.000    |
| Meridionale      | Munster (senza Clare)                                             | 3     | 1.100.000   | 333.000    |
| Nord-occidentale | Connacht e Cavan, Donegal, Monaghan, Clare, Longford e Weastmeath | 3     | 880.000     | 270.000    |
| Totale           |                                                                   | 12    | 4.200.000   | 300.000    |

## Italia

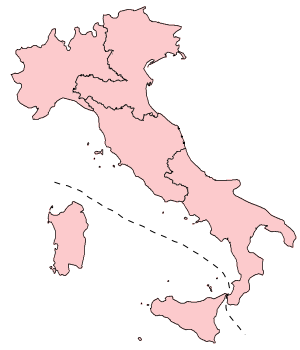
Italia - circoscrizioni

| Circoscrizioni   | Regioni                                                            | Seggi | Popolazione | Per seggio |
| ---------------- | ------------------------------------------------------------------ | ----- | ----------- | ---------- |
| Nord-occidentale | Valle d'Aosta, Liguria, Lombardia, Piemonte                        | 20    | 16.093.678  | 804.684    |
| Nord-orientale   | Emilia-Romagna, Friuli-Venezia Giulia, Trentino-Alto Adige, Veneto | 15    | 11.654.558  | 776.971    |
| Centrale         | Lazio, Marche, Toscana, Umbria                                     | 15    | 12.026.475  | 801.765    |
| Meridionale      | Abruzzo, Basilicata, Calabria, Campania, Molise, Puglia            | 18    | 13.966.949  | 775.942    |
| Isole            | Sardegna, Sicilia                                                  | 8     | 6.643.007   | 830.376    |
| Totale           |                                                                    | 76    | 60.414.667  | 794.930    |

## Polonia

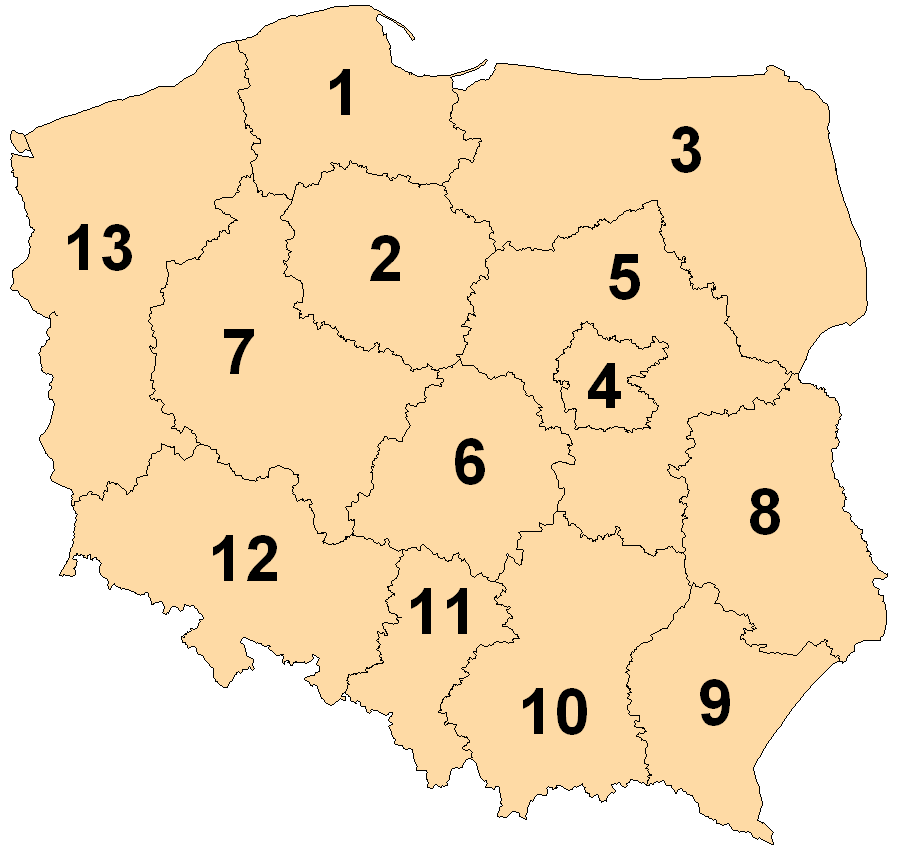
Polonia - circoscrizioni

| Circoscrizione                 | Area | Seggi | Popolazione | Per seggio |
| ------------------------------ | --- | ----- | ----------- | ---------- |
| Pomerania                      | Voivodato della Pomerania | 3     | 2.337.769   | 779.256    |
| Cuiavia-Pomerania              | Voivodato della Cuiavia-Pomerania | 3     | 2.074.517   | 691.506    |
| Podlachia e Varmia-Masuria     | Voivodato della Podlachia e Voivodato della Varmia-Masuria | 2     | 2.605.397   | 1.302.698  |
| Varsavia                       | Città di Varsavia e parte dei voivodato della Masovia (distretti di Grodzisk Mazowiecki, Legionowo, Nowy Dwór, Otwock, Piaseczno, Pruszków, Varsavia Ovest e Wołomin) | 5     | 2.983.190   | 596.638    |
| Masovia                        | Parte restante del Voivodato della Masovia (distretti di Białobrzegi, Ciechanów, Garwolin, Gostynin, Grójec, Kozienice, Lipsko, Łosice, Maków, Mińsk, Mława, Ostrołęka, Ostrów, Płock, Płońsk, Przasnysz, Przysucha, Pułtusk, Radom, Siedlce, Sierpc, Sochaczew, Sokołów, Szydłowiec, Węgrów, Wyszków, Żuromin, Zwoleń e Żyrardów e distretti urbani di Ostrołęka, Płock, Radom e Siedlce) | 3     | 2.428.256   | 809.419    |
| Łódź                           | Voivodato di Łódź | 2     | 2.416.902   | 1.208.451  |
| Grande Polonia                 | Voivodato della Grande Polonia | 6     | 3.594.363   | 599.060    |
| Lublino                        | Voivodato di Lublino | 2     | 2.112.216   | 1.056.108  |
| Precarpazia                    | Voivodato della Precarpazia | 4     | 2.127.462   | 561.865    |
| Piccola Polonia e Santacroce   | Voivodato della Piccola Polonia e Voivodato della Santacroce | 7     | 4.642.232   | 663.176    |
| Slesia                         | Voivodato della Slesia | 6     | 4.524.091   | 754.015    |
| Bassa Slesia e Opole           | Voivodato della Bassa Slesia e Voivodato di Opole | 6     | 3.884.331   | 647.388    |
| Lubusz e Pomerania Occidentale | Voivodato di Lubusz e Voivodato della Pomerania Occidentale | 2     | 2.639.907   | 1.319.953  |
| Totale                         | | 54    | 38.036.118  | 704.373    |

## Confronto tra le circoscrizioni a livello nazionale
| Stato membro    | Seggi | Popolazione | Per seggio |
| --------------- | ----- | ----------- | ---------- |
| Germania        | 96    | 82.000.000  | 872.340    |
| Francia         | 74    | 62.700.000  | 847.297    |
| Italia          | 76    | 60.000.000  | 821.918    |
| Spagna          | 54    | 43.000.000  | 796.296    |
| Polonia         | 54    | 38.000.000  | 703.704    |
| Paesi Bassi     | 26    | 16.000.000  | 615.385    |
| Grecia          | 21    | 11.000.000  | 523.810    |
| Portogallo      | 21    | 10.500.000  | 500.000    |
| Repubblica Ceca | 21    | 10.200.000  | 485.714    |
| Belgio          | 21    | 10.100.000  | 480.952    |
| Ungheria        | 21    | 10.000.000  | 476.190    |
| Svezia          | 20    | 9.000.000   | 450.000    |
| Austria         | 18    | 8.200.000   | 455.000    |
| Bulgaria        | 17    | 7.300.000   | 430.000    |
| Danimarca       | 13    | 5.400.000   | 415.385    |
| Slovacchia      | 13    | 5.300.000   | 407.692    |
| Finlandia       | 13    | 5.200.000   | 400.000    |
| Croazia         | 11    | 4.300.000   | 380.000    |
| Irlanda         | 11    | 3.900.000   | 354.454    |
| Lituania        | 11    | 3.600.000   | 327.273    |
| Lettonia        | 8     | 2.300.000   | 287.500    |
| Slovenia        | 8     | 2.000.000   | 250.000    |
| Estonia         | 6     | 1.300.000   | 216.667    |
| Cipro           | 6     | 780.000     | 130.000    |
| Lussemburgo     | 6     | 440.000     | 73.333     |
| Malta           | 6     | 400.000     | 66.667     |
| Totale          | 751   | 501.200.000 | 667.377    |

## Circoscrizioni abolite
In passato anche il Regno di Danimarca era suddiviso in due circoscrizioni: una per la Danimarca e una per la Groenlandia; quest'ultima venne abolita nel 1985, quando la Groenlandia, per effetto del referendum del 1982, lasciò la Comunità Economica Europea.

### Regno Unito

Regno Unito - circoscrizioni nel 2019.

Il Regno Unito ha lasciato l'Unione Europea il 31 gennaio 2020 e di conseguenza le sue circoscrizioni non esistono più.
La Gran Bretagna era divisa in collegi uninominali dalle elezioni del 1979 fino alle elezioni del 1999, quando è stata divisa in dodici circoscrizioni.
L'Irlanda del Nord era un collegio elettorale unico tra 1979 al 2020.

Con l'eccezione dell'inclusione di Gibilterra nel sud-ovest dell'Inghilterra, i collegi elettorali corrispondevano alle NUTS 1 del Regno Unito, sebbene la denominazione differisse leggermente per distinguerli dagli altri collegi elettorali europei.
| Circoscrizioni (al 2019) | Regione/ Nazione      | Seggi | Popolazione | Per seggio |
| ------------------------ | --------------------- | ----- | ----------- | ---------- |
| Londra                   | Londra                | 9     | 7.400.000   | 822.000    |
| Sud Est                  | Sud Est               | 10    | 8.000.000   | 800.000    |
| Sud Ovest                | Sud Ovest, Gibilterra | 7     | 4.900.000   | 700.000    |
| Midlands Occidentali     | Midlands Occidentali  | 7     | 5.200.000   | 740.000    |
| Nord Ovest               | Nord Ovest            | 9     | 6.700.000   | 745.000    |
| Nord Est                 | Nord Est              | 3     | 2.500.000   | 833.000    |
| Yorkshire e Humber       | Yorkshire e Humber    | 6     | 5.100.000   | 816.000    |
| Midlands Orientali       | Midlands Orientali    | 6     | 4.100.000   | 683.000    |
| Est dell'Inghilterra     | Est dell'Inghilterra  | 7     | 5.400.000   | 770.000    |
| Irlanda del Nord         | Irlanda del Nord      | 3     | 1.700.000   | 566.000    |
| Scozia                   | Scozia                | 7     | 5.000.000   | 714.000    |
| Galles                   | Galles                | 4     | 3.000.000   | 725.000    |
| Totale                   |                       | 78    | 58.700.000  | 753.000    |